# Johannes Kahrs (chính khách)
Johannes Kahrs (sinh ngày 15 tháng 9 năm 1963 tại Bremen) là một chính khách người Đức. Ông là thành viên của Đảng Dân chủ Xã hội Đức và là thành viên của quốc hội Đức, Deutschecher Bundestag, cho đến ngày 5 tháng 5 năm 2020.

## Tuổi thơ và giáo dục
Cha mẹ của Kahrs là Wolfgang và Bringfriede Kahrs, cả hai đều là thượng nghị sĩ ở Bremen trên tấm vé của Đảng Dân chủ Xã hội Đức. Sau khi đến thăm trường học ở Bremen, Kahrs gia nhập Bundeswehr và trở thành một sĩ quan. Sau đó, ông bắt đầu nghiên cứu luật học Đức. Trong thời gian học đại học, Kahrs trở thành thành viên của Wingolfs, một hội anh em sinh viên, ở Hamburg và là diễn giả của tổ chức từ năm 1990 đến 1992.
Sau khi học xong đại học, Kahrs làm việc cho công ty nhà ở thuộc sở hữu nhà nước Siedlungs-Aktiengesellschaft Altona (SAGA). Kahrs là người đồng tính công khai.